# Anthurium subovatum
Anthurium subovatum är en kallaväxtart som beskrevs av Eizi Matuda. Anthurium subovatum ingår i släktet Anthurium och familjen kallaväxter. Inga underarter finns listade.